# Ірина Маловічко
Ірина Маловічко (нар. 6 грудня 1993) — українська стрільчиня. Вона отримала право представляти Україну на літніх Олімпійських іграх 2020 року в Токіо 2021 року, змагаючись у жіночому скиті.
На Чемпіонаті світу з кульової стрільби у 2022 році Маловічко фінішувала 5-ю у жіночому скиті та завоювала першу олімпійську квоту для України на Олімпіаді-2024.